# Sanogho-Peulh
Ne doit pas être confondu avec Sanogho.
Sanogho-Peulh est une localité située dans le département de Garango de la province du Boulgou dans la région Centre-Est au Burkina Faso.

## Santé et éducation
Le centre de soins le plus proche de Sanogho-Peulh est le centre de santé et de promotion sociale (CSPS) de Sanogho tandis que le centre médical avec antenne chirurgicale (CMA) se trouve à Garango.
Le village possède une école primaire publique.